# Orthotrichia cernyi
Orthotrichia cernyi är en nattsländeart som beskrevs av Wolfram Mey 1990. Orthotrichia cernyi ingår i släktet Orthotrichia och familjen smånattsländor. Inga underarter finns listade i Catalogue of Life.